# حمام مظفرآباد
حمام مظفرآباد مربوط به دوره قاجار است و در شهرستان قم، بخش مرکزی، روستای قمرود واقع شده و این اثر در تاریخ ۲۴ اسفند ۱۳۸۳ با شمارهٔ ثبت ۱۱۵۰۲ به‌عنوان یکی از آثار ملی ایران به ثبت رسیده است.